# Pseudomystus breviceps
Pseudomystus breviceps es una especie de peces de la familia Bagridae en el orden de los Siluriformes.

## Morfología
• Los machos pueden llegar alcanzar los 9 cm de longitud total

## Distribución geográfica
Se encuentra al norte de Sumatra.